# Monhystera borosi
Monhystera borosi är en rundmaskart som först beskrevs av Andrassy 1958.  Monhystera borosi ingår i släktet Monhystera och familjen Monhysteridae. Inga underarter finns listade i Catalogue of Life.